# بزرگراه میان‌ایالتی ۷۹
بزرگراه میان ایالتی ۷۹ (به انگلیسی: Interstate-79، مخفف:I-79) یکی از بزرگراه‌های میان ایالتی آمریکاست. که مسیر شمالی-جنوبی داشته و زیرمجموعه دارد.